# Ordine di San Gioacchino

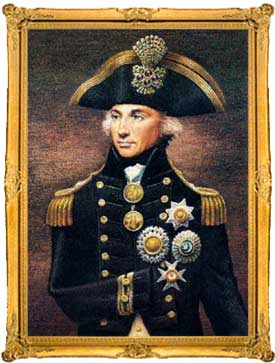
Horatio Nelson, uno dei più famosi cavalieri di San Gioacchino

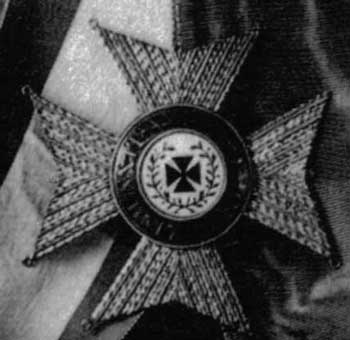
La Placca dell'Ordine appartenuta a Lord Nelson

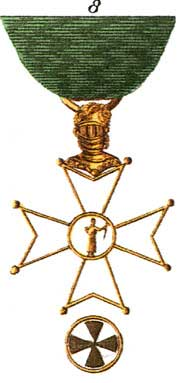
Croce di Cavaliere

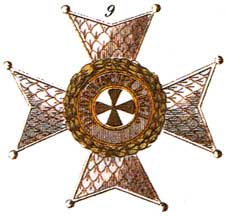
Placca di Commendatore

L'Ordine di San Gioacchino è considerato da molti storici un ordine confraternale di cavalleria, mentre altri lo considerano un ordine di cavalleria privato. Ad ogni modo esso è divenuto famoso nel tempo per aver annoverato tra i propri membri l'Ammiraglio Horatio Nelson.

## Storia

### Dalle origini all'inizio del XIX secolo
L'Ordine Equestre, Secolare e Capitolare di San Gioacchino venne fondato nel 1755 dal Principe Cristiano Francesco di Sassonia-Coburgo-Saalfeld, figlio del duca regnante Francesco Giosea, il quale divenne il primo Gran Maestro dal 20 giugno 1756, rimanendo in carica sino al 1773.
L'ordine, al momento della sua fondazione, contava quattordici membri che erano tutti nobili e comandanti militari al servizio del Sacro Romano Impero. Essi erano:
- Il Duca di Württemberg-Oels;
- Il Principe Piccolomini;
- Il Conte di Clary e Aldringen;
- Il Barone di Eib;
- Il Cavaliere Fachner von Trauenstein;
- Keck von Schwarzbach;
- Il Conte di Kollowrat-Krakowsky;
- Il Barone di Milchling;
- Il Barone Moser von Filseck;
- Il Conte von Nostitz;
- Il Barone Reichlin von Meldegg;
- Wiedersperger von Wiedersperg;
- Il Barone di Zobel von Giebelstadt.

Avendo visto le conseguenze di una guerra di religione in Europa, gli aderenti all'Ordine si erano posti lo scopo di "difendere il bene supremo, mostrare tolleranza verso tutte le religioni, lealtà verso i propri principi, supportare le loro necessità militari, i poveri, le vedove e gli orfani." [Perrot: 1821]. L'ordine era composto sia da protestanti che da cattolici il che nell'ottica avrebbe dovuto garantire di prevenire spiacevoli futuri contrasti a causa del credo religioso negli stati tedeschi ed europei.
Quando l'ordine venne fondato nel 1755, esso aveva originariamente il nome di "Cavalieri dell'Ordine di Giona, difensori dell'onore della Divina Provvidenza". Nel 1767 ogni riferimento al nome di Giona venne rimosso. Finalmente, nel 1785, un nuovo cambiamento allo statuto venne siglato e la costituzione dell'Ordine venne rivista dal Capitolo Generale assumendo la protezione di San Gioacchino.
Albert Pike, prominente massone americano e generale della guerra civile americana, erroneamente, identificò l'Ordine di San Gioacchino con l'illuminismo illuminato ma gli scopi non erano i medesimi. Nel suo "A Historical Inquiry In Regard To The Grand Constitutions Of 1786" del 1833, ove sostenne anche che tale società riprendeva gli ideali dei Rosacroce che pure si erano sviluppati in area tedesca. Questa idea si basava sul fatto che molti degli aderenti a questo ordine erano stati anche dei massoni, primo tra tutti il Conte Kollowrat-Krakowsky, il quale non aveva nascosto un certo legame anche con i Rosacrociani d'Oro, un ordine fondato nel 1777 all'insegna dell'illuminismo.
L'Ordine di San Gioacchino venne riconosciuto tra la fine del XVIII secolo e l'inizio del XIX secolo da molti stati contemporanei. L'Imperatore Leopoldo II, come re d'Ungheria e Boemia, formalmente rifiutò di riconoscere l'ordine e sanzionò quanti indossassero l'insegna dell'Ordine di San Gioacchino con una propria patente del 23 maggio 1790. Malgrado questo, però, egli nominò il Conte Cristiano di Leiningen, cavaliere dell'Ordine di San Gioacchino e parente del Gran Maestro, al ruolo di Ciambellano del Palazzo Imperiale di Vienna.
Il 27 aprile 1791 re Federico Guglielmo II di Prussia, dal canto suo, decise di riconoscere l'ordine approvandolo e permettendo a chi ne avesse diritto di indossare l'insegna in pubblico.

### L'Ordine nel XIX secolo

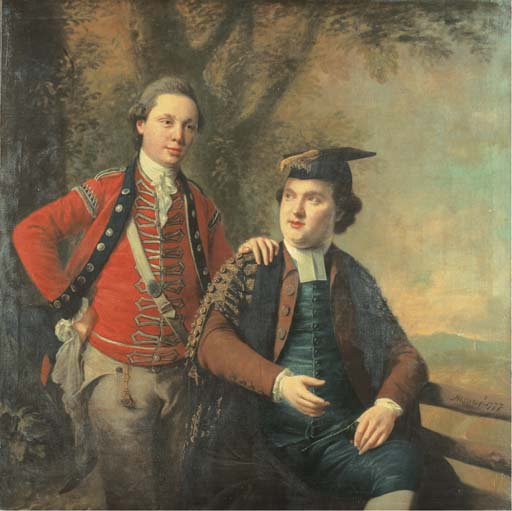
Sir Levett Hanson dell'Ordine di San Gioacchino ed il generale Richard Wilford in un ritratto di Nathaniel Hone, Royal Academy, 1777

L'Ordine di San Gioacchino venne anche accuratamente esaminato su richiesta della Corona Britannica prima che l'Ammiraglio Horatio Nelson venne accettato col grado di Cavaliere Gran Commendatore. L'Ordine di San Gioacchino venne legittimato per ordine del British Royal College of Arms, che venne confermato da una patente reale del 1802 che garantì anche all'ammiraglio Nelson la possibilità di accettare l'onorificenza propostagli da questa organizzazione. Questa risoluzione regia inglese venne applicata ad altri militari britannici, come ad esempio il fratello di Lord Nelson, il Visconte Nelson ed il generale Charles Imhoff, oltre a Philippe D'Auvergne, al principe di Boullion.
Gioacchino Murat, cognato di Napoleone Bonaparte, Maresciallo di Francia, usurpò il titolo di Gran Maestro dell'Ordine di San Gioacchino nel 1806 quando divenne Granduca del nuovo "Ducato di Berg e Cleves", espandendo nel contempo l'Ordine sino ad includere alcuni membri della Legion d'Onore francese. La sua autorità non venne mai riconosciuta dal resto dell'Ordine in esilio.
Altri scrittori come il moderno Guy Stair Sainty ritengono invece che l'Ordine avesse ottenuto, perlomeno nell'Ottocento, la qualifica di ordine cavalleresco inteso come istituzione caritatevole, visti anche gli scopi che si proponeva, anche se errò nel ritenere Nelson Gran Maestro dell'Ordine.
L'Ordine, ad ogni modo, conobbe ancora vicende alterne e faticò ad essere riconosciuto. Un suo membro, Levett Hanson, che aveva prestato servizio come Ciambellano alla corte del Duca di Modena, si preoccupò di scrivere un testo dal titolo An Accurate Historical Account of all the Orders of Knighthood at present existing in Europe di modo da rapportare anche l'Ordine di San Gioacchino alla parità di grado di molti altri ordini cavallereschi esistenti.

## L'Ordine oggi
L'Ordine attualmente continua a persistere essendo la carica di Gran Maestro in forma elettiva e non ereditaria.